# Cavall Fort
|  | Aquest article tracta sobre la revista Cavall Fort. Vegeu-ne altres significats a «Cavall fort (joc)». |

Cavall Fort és una revista quinzenal en llengua catalana i de còmic en català, destinada a infants i joves. Segueix un model allunyat del consumisme i de les capçaleres que funcionen com a activitat comercial.

## Història
Es va crear per estimular la lectura en els nois i noies entre 9 i 15 anys, emulant la popular revista En Patufet, desapareguda al final de la dècada de 1930. El primer número va sortir el 24 de desembre de 1961, tot i que altres fonts havien indicat el dia 6.
En els seus més de 1000 números s'han inclòs contes, jocs, concursos, historietes i tires còmiques i seccions diverses. Precisament la revista destaca com a introductora als Països Catalans dels còmics franco-belgues de l'anomenada línia clara, obra de dibuixants com Hergé o Franquin. Josep Maria Madorell, col·laborador de Cavall Fort des dels inicis, en va ser el millor deixeble entre els il·lustradors catalans.
Per la revista hi han passat els grans noms de la literatura catalana per a infants i joves (Joaquim Carbó, Josep Vallverdú, Pep Albanell…) i per a adults (Salvador Espriu, Pere Calders, Maria Aurèlia Capmany, Montserrat Roig, Tísner…), i també del món de la il·lustració: entre els habituals, Cesc (que s'ha encarregat de fer les portades del número especial de Nadal), Picanyol, Fina Rifà, Pilarín Bayés, Maria Rius, Llucià Navarro, Carme Solé, Montse Ginesta, Jaume Gubianas i Escudé, el ja esmentat Madorell...; esporàdicament, amb col·laboracions de grans firmes com Joan Miró, Antoni Clavé, Antoni Tàpies, Josep Maria Subirachs, Maria Girona, Joan Hernández Pijuan, Albert Ràfols-Casamada, Joan-Pere Viladecans…
Ha estat dirigida per Josep Tremoleda des de la seva creació. Albert Jané el va substituir en el càrrec de 1979 a 1997, de 1998 a 2022 va ser-ne directora Mercè Canela, i des d'aleshores ho és Mònica Estruch.
Forma part de l'Associació Cultural Cavall Fort – Drac Màgic – Rialles, dedicada des del 1977 a la promoció i el doblatge de films infantils i juvenils, amb l'objectiu d'incrementar l'oferta cinematogràfica i videogràfica en català.
Des de 2008, el Grup de lectors de Cavall Fort organitza una festa a Vic per fer un homenatge a la revista. Les dues primeres edicions van fer-se al voltant del 12 d'octubre.
El dilluns 19 de desembre de 2011, Cavall Fort celebra el 50è aniversari, amb un número especial relacionat amb l'aniversari, i rep el Premi Marta Mata, atorgat per l'Associació de Mestres Rosa Sensat.

## Alguns dels personatges de còmic i dibuixants popularizats perCavall Fort
- Aquil·les Taló (Greg)
- Camús (Xots)
- Cresques (Joma)
- Els Barrufets, Benet Tallaferro i Jan i Trencapins (Peyo)
- Espirú i Fantàstic i Sergi Grapes (Franquin)
- Estefi (Grazia Nidasio)
- Felip Marlot (Francesc Infante i Carles Martí)
- Filalici (Fred)
- Gil Pupil·la (Tillieux)
- Jep i Fidel i Les aventures de Pere Vidal (Madorell)
- Massagran (Josep Maria Folch i Torres i Madorell)
- La patrulla dels Castors (Jean-Michel Charlier i Mitacq)
- L'avi Quim (Marcel Remacle)
- Lucky Luke (René Goscinny i Morris)
- Ot el Bruixot (Picanyol)
- Pesquis i Baliga (Viladoms)

## Exposició commemorativa
El desembre de 2011, Cavall Fort va fer cinquanta anys. Amb motiu d'aquest aniversari, la revista va dur a terme diverses activitats, entre les quals s'inclou l'exposició Cavall Fort: tan divertit com un joc, pensada per a l'àmbit de les biblioteques públiques del país.
A través de vuit plafons, l'exposició mostra, d'una manera juganera i participativa, els diferents tipus de contingut de la revista i la seva diversitat, alhora que intenta fer-ne visible la vigència i la significació que ha tingut Cavall Fort a Catalunya i dins l'àmbit general de la cultura catalana. Alguns dels plafons conviden el visitant a jugar directament amb el seu contingut i a ser-ne, així, espectadors actius, seguint la mateixa filosofia de la revista.
Aquesta exposició compta amb la col·laboració del Servei de Biblioteques del Departament de Cultura, de la Xarxa de Biblioteques Municipals de la Diputació de Barcelona i de Biblioteques de Barcelona, i es podrà veure a diverses biblioteques d'arreu de Catalunya.

## Premis i reconeixements
- 1987: Creu de Sant Jordi, atorgada per la Generalitat de Catalunya.
- 1994: Premi Nacional de Periodisme, atorgat pel Departament de Cultura de la Generalitat de Catalunya.
- 2002: Medalla d'Or al Mèrit Cultural, atorgada per l'Ajuntament de Barcelona.
- 2004: Premi Junceda d'Honor, atorgat per l'Associació Professional d'Il·lustradors de Catalunya.
- 2009: Premi Joan Coromines a la trajectòria empresarial, atorgat per la Coordinadora d'Associacions per la Llengua catalana (CAL).
- 2009: Reconeixement d'Infància, atorgat per la Secretaria d'Infància i Adolescència, de la Generalitat de Catalunya, a la revista Cavall Fort.
- 2011: Premi Nacional de Cultura en la categoria Projecció Social de la Llengua Catalana, atorgat pel Consell Nacional de la Cultura i de les Arts.[9]
- 2011: Guardó Marta Mata de Pedagogia en modalitat col·lectiva, atorgat per la Junta Rectora de l'Associació de Mestres Rosa Sensat.[10]
- 2023: Premi Muriel Casals de Comunicació[11]

#### Premis atorgats per l'Associació de Publicacions Periòdiques en Català(APPEC)
- - 2004: Premi a una editorial.
  - 2007: Premi a una nova Publicació, a la revista El Tatano.
  - 2008: Premi a la revista més popular, a la revista Cavall Fort.
  - 2011: Premi a la millor revista, a la revista Cavall Fort.[12]
  - 2014: Premi a la millor editorial, a Edicions Cavall Fort.[13]

#### Altres premis
- - 2005: Premi 2004 de l'Agrupació Dramàtica Barcelona als Cicles de Teatre de Cavall Fort.
  - 2011: Premi Proteus, en la categoria de Cultura i Comunicació, atorgat per l'Editorial Proteus.
  - 2014: Premi Marta Mata atorgat per l'Associació de Mestres Rosa Sensat.[7]
  - 2019: Premi Especial La Setmana, atorgat per la Comissió Organitzadora de la 37a edició de La Setmana del Llibre en Català.[14]

## Premi Cavall Fort
La Revista Cavall Fort va crear el Premi Cavall Fort l'any 1963, dins el concurs de Poesia de Cantonigròs. Entre 1970 i 1993, va estar inclòs a les Festes Populars de Cultura Pompeu Fabra, que van ser les que van succeir les festes literàries de Cantonigròs. Més enllà de l'any 1993, la revista va seguir convocant el premi pel seu compte, amb una dotació econòmica provinent de la Fundació Cavall Fort, i que els últims anys ascendeix a un import de 2500 €.
Al començament el premi s'atorgava a reculls de contes que es destinaven als lectors de la revista, però darrerament el premi s'atorga alternativament a un recull de tres contes o a un recull de tres articles de divulgació, amb el públic infantil també com a destinatari. L'any 2001, tot celebrant el 40è aniversari de la revista, el premi s'atorgà a una història de còmic, fet que es va repetir els anys 2008 i 2020, per donar rellevància a un gènere que ha estat present a les pàgines de la revista des del principi.

### Premis de narrativa
| Any  | Guanyador/a             | Títols | Número i any de publicació a Cavall Fort                                                 |
| ---- | ----------------------- | --- | ---------------------------------------------------------------------------------------- |
| 1963 | Martí Olaya             | En Xavier Pruna sempre se'n pensa una. Operació secreta. | Núm. 23 (1963). Núm. 41 (1964).                                                          |
| 1964 | Carles Macià            | Fer córrer el temps. Saber perdre. El capità 'Black Star'. La guerra de Sant Joan. El monstre del mar. El bosc.                                                          | Núm. 34 (1964). Núm. 38 (1964). Núm. 43 (1964). Núm. 48 (1964). Núm. 51 (1965).          |
| 1966 | Ernest Corral           | Un paraigua de l'inrevés. L'oreneta Maricel. Minuet. La pilota de colors. Circ a Vilamoixins.                                                                            | Núm. 78 (1966). Núm. 89 (1967). Núm. 92 (1967). Núm. 95 (1967). Núm. 107 (1967).         |
| 1966 | Carme Suqué             | L'esforç de la guineu. El guia i la guineu. El llop escuat. Andreu l'hospitalari. Quan neixen les perdius.                                                               | Núm. 88 (1967). Núm. 99 (1967). Núm. 103 (1967). Núm. 117 (1968). Núm. 128 (1968).       |
| 1968 | Guillem d'Efak          | Anem a fora vila. El bou d'aigua. Els animals parlen. L'esparver. El dia que en Beulaigo plorà.                                                                          | Núm. 135 (1968). Núm. 139 (1968). Núm. 143 (1969). Núm. 148 (1969). Núm. 152 (1969).     |
| 1970 | Carme Suqué             | No en parlarem mai més. Les veus dins el paller. Ser un home de mar. El ferrer i el rei. Un cavall per a un sant Jordi.                                                  | Núm. 192 (1971). Núm. 202 (1971). Núm. 210 (1971). Núm. 222 (1972). Núm. 226 (1972).     |
| 1972 | Carmina Portell         | L'enravenat. Àlvar | Núm. 245 (1973). Núm. 248 (1973).                                                        |
| 1973 | Montserrat Oller        | El cau meravellós. L'escorpí | Núm. 283 (1974). Núm. 292 (1974).                                                        |
| 1974 | Neus Oliveras           | Que no em parlin de modistes. Els meus professors. | Núm. 304 (1975). Núm. 324 (1976).                                                        |
| 1975 | Jacint Torrents         | El pa, l'aigua i la sal. La carta. On és el meu país. L'aventura de Lord Henry.                                                                                          | Núm. 325 (1976). Núm. 451 (1981). Núm. 469 (1982).                                       |
| 1976 | Jordi Dalmau            | El monument de tres colors. La circulació dels àngels. | Núm. 340 (1976). Núm. 342/343 (1976).                                                    |
| 1977 | Andreu Sotorra          | Les cabanes. De quan a la cabana del grassó. | Núm. 371 (1978). Núm. 411 (1979).                                                        |
| 1978 | Joan Barceló Cullerès   | Per ser famós. Ascensorista. Cues. La cassola de tros. Miralls. | Núm. 395 (1979). Núm. 397 (1979). Núm. 407 (1979). Núm. 429 (1980). Núm. 437 (1980).     |
| 1979 | Andreu Sotorra          | Sergi Riutort. Cases Noves 19. Ciutat. Una d'entre tantes històries de la nit. Haurem de menester les herbes de Sant Joan. El primer home gelat... Qui matina fa farina. | Núm. 421 (1980). Núm. 430 (1980). Núm. 431 (1980). Núm. 435 (1980). Núm. 448 (1981).     |
| 1980 | Salvador Comelles       | Un desembre congelat. I un dia el sol s'adormí. L'Amàlia. TVV: Notícies de les quatre a Vilanya. Si t'esperes que arribi l'autobús.                                      | Núm. 441/442 (1980). Núm. 464 (1981). Núm. 468 (1982). Núm. 470 (1982). Núm. 486 (1982). |
| 1983 | Ma. Dolors Alibés       | Contestadors automàtics. Situacions insòlites. Sucamulla. Un nas màgic. Teràpia de grup.                                                                                 | Núm. 515 (1984). Núm. 518 (1984). Núm. 525 (1984). Núm. 536 (1984). Núm. 537/538 (1984). |
| 1985 | Ma. Assumpció Ribas     | Entre la biga i la teulada. L'estranya malaltia del besavi. Amb els ulls tapats. L'arbre de les pilotes. Un regal d'aniversari.                                          | Núm. 572 (1986). Núm. 583 (1986). Núm. 587 (1987). Núm. 595 (1987). Núm. 597 (1987).     |
| 1987 | Roser Iborra            | El brot blau. En Florenci i les ametistes. L'esperança. El cas del bedoll didàctic. Arbres humans de fulla caduca.                                                       | Núm. 620 (1988). Núm. 622 (1988). Núm. 624 (1988). Núm. 627 (1988). Núm. 631 (1988).     |
| 1989 | Lluís Bosch Albert      | Hola, em dic Ramon. Digues-me Tòfol. El perdedor. Canviar de casa. La setmana del senyor Tomeu.                                                                          | Núm. 672 (1990). Núm. 675 (1990). Núm. 677 (1990). Núm. 679 (1990). Núm. 684 (1991).     |
| 1991 | Miquel Massaguer        | El verí de la professió. La Mercè de les orenetes. Rata de biblioteca. De sorolls, Joans i ases n'hi ha per totes les cases. Com un pom de flors.                        | Núm. 712 (1992). Núm. 716 (1992). Núm. 718 (1992). Núm. 720 (1992). Núm. 723 (1992).     |
| 1993 | Josep Maria Casals      | Pintors. Vinlandia. Photographos. Crécy. Mordecai. | Núm. 772 (1994). Núm. 779 (1995). Núm. 777/778 (1994). Núm. 776 (1994). Núm. 774 (1994). |
| 1995 | Lluís Bosch Albert      | El darrer viatge del llop. On anem de vacances? El vol de la truita. La cacera de l'Ernest. El descobridor del Poble Sec.                                                | Núm. 821 (1996). Núm. 813 (1996). Núm. 817/818 (1996). Núm. 819 (1996). Núm. 815 (1996). |
| 1997 | Joan Armangué           | Com qui espera el mar. Dues cartes d'amor sense segell. Lentament. La poma del desig. Potser arribaré tard.                                                              | Núm. 859 (1988). Núm. 856 (1998). Núm. 865/866 (1998). Núm. 870 (1998). Núm. 861 (1998). |
| 1999 | David Nel·lo            | Les baldufes. Willy Trawler, el nàufrag. La higiene. | Núms. 901, 907, 917 (2000).                                                              |
| 2000 | Antoni Garcia Llorca    | L'any de les mosques. L'any que van apedregar els pastors. L'any de la Mar Salada.                                                                                       | Núms. 929/930, 936, 941 (2001).                                                          |
| 2003 | Joan de Déu Prats       | El poeta del vent. Roger Petons. El cuiner – Fricandó. | Núms. 997, 1005, 1012 (2004).                                                            |
| 2005 | Manel Ballart           | Ombres d'una nit d'estiu. Palmeres de menta. Un món paral·lel. | Núms. 1053, 1054, 1055 (2006).                                                           |
| 2007 | Josep Grau Bové         | El vaixell de fusta. El vaixell de Nikos. El vaixell de Pau Garriga. | Núms. 1093, 1095, 1097/1098 (2008).                                                      |
| 2009 | Adriana Nicolau Jiménez | Ulls negres. L'olor calenta de les herbes al sol. Camí de sol. | Núms. 1140, 1143, 1147 (2010).                                                           |
| 2011 | Albert Garriga Pujol    | Balma. Farina. Polsim. | Núms. 1192, 1195, 1198 (2012).                                                           |
| 2013 | Albert Garriga Pujol    | Cirerer. Fraror. Perfums. | Núms. 1238, 1240, 1247 (2014).                                                           |
| 2015 | Teresa Guiluz Vidal     | Sadal, el mariner. L'enigma. El jove príncep. | Núm. 1286 (2016).                                                                        |
| 2017 | Teresa Broseta Fandos   | La nouvinguda. Un silenci perfecte. Una nit sense son. | Núms. 1334, 1336, 1339 (2018)                                                            |
| 2019 | Quim Crusellas          | La crida de la selva. La llengua dels enamorats. La màgia del sonall. | Núms. 1383, 1387, 1389 (2020).                                                           |
| 2020 | Màriam Ben-Arab         | Un pla (edició del premi dedicada al còmic) | Núm. 1406 (2021)                                                                         |
| 2021 | Oriol Garcia Molsosa    | |                                                                                          |
| 2023 | Albert Garcia Catalan   | |                                                                                          |

### Premis de divulgació
| Any  | Guanyador/a                | Títols | Número i any de publicació a Cavall Fort                                                                 |
| ---- | -------------------------- | --- | --- |
| 1967 | Jordi Dalmau               | Jo vull ser periodista. Jo vull ser assistenta social. Jo vull ser guia turístic. Jo vull ser advocat. Jo vull ser A.T.S. Jo vull ser grafista.                                                                  | Núm. 110/111 (1967). Núm. 113 (1968). Núm. 122 (1968). Núm. 125 (1968). Núm. 129 (1968). Núm. 135 (1968) |
| 1971 | Jordi Dalmau               | El teu amic el cotxe, un punt d'energia. L'explosió que no fa mal. Gimnàs de quatre temps. El joc de mans... i peus. Tothom a Montjuïc.                                                                          | Núm. 227 (1972). Núm. 229 (1972). Núm. 233/234 (1972). Núm. 235 (1972). Núm. 236 (1972)                  |
| 1972 | Carmina Portell            | Pony Express | Núm. 243 (1972)                                                                                          |
| 1981 | Jordi Dalmau               | Compteu amb els dits, la dansa dels grans números. Tots juguem amb l'arquitectura. El braç i la màniga de l'ajuntament. La natura diu mira’m, mira’m i no em toquis. Un terra com un puzle. I demà, què crearem? | Núm. 477 (1982). Núm. 484 (1982). Núm. 486 (1982). Núm. 488 (1982). Núm. 491 (1983). Núm. 494 (1983)     |
| 1986 | Margarida Padilla          | El saber. La informació. Mesurar o comptar. El llenguatge de la màquina. Cibernètica | Núm. 606 (1987). Núm. 607 (1987). Núm. 608 (1987). Núm. 611 (1988). Núm. 612 (1988)                      |
| 1988 | Enric Benavent             | El circ, és la gent del circ! L'impossible no existeix. L'espectacle més gran del món. Fem malabarisme! Els pallassos són de nassos.                                                                             | Núm. 644 (1989). Núm. 645 (1989). Núm. 646 (1989). Núm. 647 (1989) Núm. 648 (1989)                       |
| 1990 | Carles Riera Fonts         | Una gran col·lecció de papallones. Concurs de gossos d'Atura. Un ramat d'ovelles. L'art de fer taps (I). L'art de fer taps (II)                                                                                  | Núm. 692 (1991). Núm. 696 (1991). Núm. 701 (1991). Núm. 703 (1991). Núm. 704 (1991)                      |
| 1992 | Josep M. Bosch Ignés       | Els secrets de la nit, Una escapada al món de la foscor. L'òrbita de la terra i les constel·lacions. La rotació i la translació terrestres. Ens familiaritzem amb l'entorn. A través del telescopi.              | Núm. 735 (1993). Núm. 737/738 (1993). Núm. 740 (1993). Núm. 742 (1993). Núm. 744 (1993)                  |
| 1994 | David Paloma               | De viatge a Noruega, el país dels fiords. El país dels trolls. Edvard Grieg: El gran músic norueg. Esglésies de fusta de l'Edat Mitjana. Expliquem-nos històries.                                                | Núm. 791 (1995). Núm. 792 (1995). Núm. 795 (1995). Núm. 796 (1995). Núm. 797 (1995)                      |
| 1996 | Ernest Costa Savoia        | Naturalesa i homes, Constructors de paisatges. Com es fa un paisatge: l'exemple del Delta de l'Ebre. Les aparences enganyen. Del xampany a les suredes. L'evolució dels boscos.                                  | Núm. 831 (1997). Núm. 833/834 (1997). Núm. 835 (1997). Núm. 836 (1997). Núm. 837 (1997)                  |
| 1998 | Montserrat Tenas Busquets  | Anem a jugar! Jocs romans. Les termes romanes | Núm. 877 (1999). Núm. 883 (1999). Núm. 894 (1999)                                                        |
| 2002 | Roger Casas Ulldemolins    | La Capadòcia: màgia de la natura. Les illes Eòlies. Entrevista Joan Budó, Centre Reproductor de Tortugues de l'Albera                                                                                            | Núm. 973 (2003). Núm. 979 (2003). Núm. 982 (2003)                                                        |
| 2004 | Xavier Bohigas Janoher     | Les fredes nits serenes de l'hivern. Ulleres que s'entelen. Escalfa l'abric? | Núm. 1021 (2005). Núm. 1022 (2005). Núm. 1023 (2005)                                                     |
| 2006 | Albert Garcia Catalán      | El falcó veí de la ciutat. Pere Comas i el canvi climàtic. Revolta a la bassa | Núm. 1070 (2007). Núm. 1075 (2007). Núm. 1077 (2007)                                                     |
| 2010 | Roger Porta Alabau         | Kauris, els gegants del bosc novazelandès. Parc Nacional de Dartmoor. La Vall de la Mort. | Núm. 1169/1170 (2011). Núm. 1172 (2011). Núm. 1174 (2011)                                                |
| 2012 | Adriana Nicolau Jiménez    | R. L. Stevenson i L'illa del tresor. Michael Ende, La història interminable. Lewis Carrol, Alícia en el país de les meravelles                                                                                   | Núm. 1212 (2013). Núm. 1214 (2013). Núm. 1216 (2013)                                                     |
| 2014 | Carolina Campillo Campbell | El submarinisme: L'home com un peix a l'aigua! Cnidaris, la vida amb tentacles! Fotografiar el mar que es mou.                                                                                                   | Núm. 1261 (2015). Núm. 1263 (2015). Núm. 1267 (2015)                                                     |
| 2016 | Màrius Moneo               | Un nom musical. Un geni juganer. Un Samsó de debò. | |
| 2018 | Oriol Canosa               | | |
| 2022 | Elena Domingo Basora       | | |
| 2024 | Teresa Guiluz              | | |